# Pat Duffy
Pat Duffy (Califórnia, 17 de janeiro de 1975) é um skatista norte-americano.